# Полиглотики
Полиглотики — сеть детских языковых центров, включающая 185 действующих филиалов в России и пяти странах и образовательную онлайн-платформу.
Сеть «Полиглотики» работает в сфере дополнительного детского образования и специализируется на раннем развитии детей на родном языке, подготовке к школе и обучении детей иностранным языкам, в частности китайскому, английскому, испанскому, немецкому, французскому. Коррекционная педагогика, программирование, интеллектуальное развитие — дополнительные направления работы сети.

## История
Первая языковая школа была открыта в 2006 году в Санкт-Петербурге, основатель — лингвист-переводчик Елена Иванова. Спустя три года Е.Иванова открыла ещё два собственных филиала в городе.
С 2012 года филиалы сети как школы дополнительного образования начали открываться в разных регионах России. В 2017 году представительства появились в Белоруссии, Украине, Казахстане и Киргизии. Благодаря этому в 2017 году сеть детских центров названа самой быстрорастущей компанией в номинации «Gazelle Бизнеса» по оценке издания «Деловой Петербург». О компании стали писать крупные СМИ, такие как Forbes, радио Mediametrics, E-xecutive, NB Forum и другие.
Методисты компании со дня её основания ведут разработки собственных образовательных программ для детей по английскому, немецкому, французскому, испанскому и русскому языкам. Основой занятий являются авторские программы и учебники собственного производства. С 2015 года ведутся разработки курсов по китайскому языку. В 2022 году китайские курсы по уровню спроса начали догонять английский язык.
С 2015 года ведется работа с детьми с ограниченными возможностями здоровья. Занятия проводятся в формате мастер-классов для детей с ОВЗ на безвозмездной основе в рамках благотворительного проекта компании. Проект, направленный на помощь детям, стал расширяться: началась и ведется разработка специальных образовательных программ и пособий по иностранным языкам, на регулярной основе проводятся мероприятия и праздники для детей с ОВЗ.
С 2019 года запущен формат образовательного полилингвального детского сада дневного пребывания для детей до 7 лет, в котором обучают иностранным языкам методом погружения в языковую среду.
В 2019-2021 годах выпущены новые образовательные программы на русском языке: каллиграфия, скорочтение, мнемотехника, подготовка к школе, ментальная арифметика. 
В 2022 году компания сконцентрировалась на запуске новых коррекционных направлений, ориентированных на работу с детьми с дислексией, дисграфией, на логопедию.
В 2019 сеть бренд «Полиглотики» был впервые включен в рейтинг издания Forbes . Второе место в рейтинге Forbes осталось за компанией в 2020 году. В 2021 году «Полиглотики» заняли третье место в рейтинге Форбс среди франшиз с инвестициями в открытие одной точки 1-5 млн рублей.
В 2020 году основатель компании Елена Иванова получила награду от компании Ernst & Young — «Деловые женщины 2020». Елена Иванова — победитель международного конкурса Ernst & Young «Предприниматель года 2020» в России в номинации «Образование».
В 2020 году, по итогам 2019 года в рейтинге ТОП-50 РБК компания на 25 месте. В 2021 году компания вновь включена в ТОП-50 франшиз РБК, заняв 32 место.
В 2022 году Forbes вновь включил компанию в рейтинг франшиз ТОП-30, в котором компания заняла 6 место в списке с инвестициями в открытие одной точки от 1 до 5 млн рублей. 
Год спустя, в 2023 году, компания в пятый раз попадает в список Forbes, поднявшись на 2 место в своей категории. 
С 2023 года компания запустила новый формат филиалов — образовательный комплекс "Полиглотики", в котором совмещены и частная школа с классическим обучением, и детский центр, обеспечивающий дополнительное развитие.
В 2023 году Smart Ranking поставил «Полиглотики» на 2 место в ТОП-50 крупнейших EdTech-компаний России 2023 года в сегменте немецкого языка.
В 2024 году компания вновь включена в список самых выгодных франшиз по версии Forbes. По словам основательницы сети, для масштабирования бизнеса особое значение имеют стандартизированные процессы, бренд и централизованная поддержка партнёров, включая обучение, консультации и помощь с выбором локации. 

## Работа с детьми с ограниченными возможностями здоровья (ОВЗ)
Во всех центрах Полиглотики создана среда обучения для любых детей. Педагоги занимаются с детьми с различными отклонениями в формате творческих мастер-классов в рамках благотворительного проекта. Главная задача данного направления работы — предоставить всем детям, каков бы ни был диагноз и уровень подготовки, равные возможности. Для детей с ОВЗ мастер-классы проводятся безвозмездно.
Так, в 2019 и 2020 годах в барнаульском филиале был проведен ряд мастер-классов для специализированной группы особенных детей. Мероприятия организованы при поддержке Алтайской региональной общественной организации родителей, воспитывающих детей с синдромом Дауна, «Солнечный круг».

## Формат обучения
В сети детских образовательных центров проводятся занятия для детей от 12 месяцев до 18 лет. Все центры работают по единым программам. С детьми занимаются:
- ранним языковым развитием,
- обучением иностранным языкам,
- подготовкой к школе и экзаменам,
- развитием родной речи,
- коррекцией логопедических проблем,
- программирование.

В основу методики преподавания языков заложены коммуникативный подход и методика полного погружения в язык в сочетании с классическими способами преподавания. Иностранный язык рассматривается не как предмет, а как средство общения и интеллектуального развития.
C 2021 года сеть развивается в нескольких форматов. Помимо образовательных центров, добавились форматы школ с семейными классами и детских садов полного дня. 

## Образовательная платформа
Весной 2020 года запущена образовательная онлайн-платформа с целью сохранения темпа и регулярности занятий иностранными языками в период ограничений, чтобы пандемия и самоизоляция не превратились в серьёзное препятствие для продолжения образовательного процесса детей. Онлайн-занятия в течение весны, лета и осени 2020 года на платформе проводились бесплатно.
Платформа стала дополнением к очным занятиям, которые с осени 2020 года в филиалах возобновились. Сегодня в сети филиалов платформа используется как онлайн-комплекс тренажеров, игр и тестов, вспомогательный аудио- и видеоконтент для проведения уроков. Платформа доступна в том числе детям, не являющимся учениками сети детских центров. 
«Так как на платформе учатся маленькие дети до 12 лет, то изменения экономического характера в 2022 на нас не отразились. Клиенты, как и прежде, оплачивают помесячно без услуг рассрочек», — сообщила основатель бренда изданию «BFM». 

## Показатели и цифры
В 2017 году в сети открылось 20 новых филиалов языковых школ, в 2018 году — 45, в 2019-м к ним добавилось ещё 50 центров. В 2020 году — открылось 28 новых филиалов. В последующие годы прирост компании составил в среднем 26 филиалов ежегодно. На сегодня под брендом «Полиглотики» работает более 185 филиалов.